# Harry Thompson-Lalande
Pour les articles homonymes, voir Thomson et Lalande.
Harry Thompson-Lalande, né Henri Marie Émile Thompson le 22 août 1868 dans le 9e arrondissement de Paris et mort le 26 décembre 1940 à Besançon, victime civile de la Seconde Guerre mondiale, est un peintre anglais. 

## Biographie
Henri Marie Émile Thompson naît le 22 août 1868 dans le 9e arrondissement de Paris du mariage d'Harry Francis Clarke Thompson, artiste peintre, et d'Eugènie Lalande, tous deux sujets anglais demeurant au 21, rue Notre-Dame-de-Lorette dans le 9e arrondissement.
Il fréquente l'Académie Julian et, en 1905, part s'installer à Allery, dans le département de la Somme, où il se consacre à la peinture de paysage. Son père, peintre lui-aussi, venait passer ses étés à Allery et fréquentait le jeune peintre local, Albert Décamps. Le 23 octobre 1901 à Allery, il épouse Berthe Décamps, sœur du peintre Albert Décamps, témoin de son mariage. 
Déporté par les Allemands en 1940 à Besançon, il y meurt le 26 décembre 1940,. Son nom figure sur le monument aux morts de la commune d'Allery dans le département de la Somme.

## Collections publiques

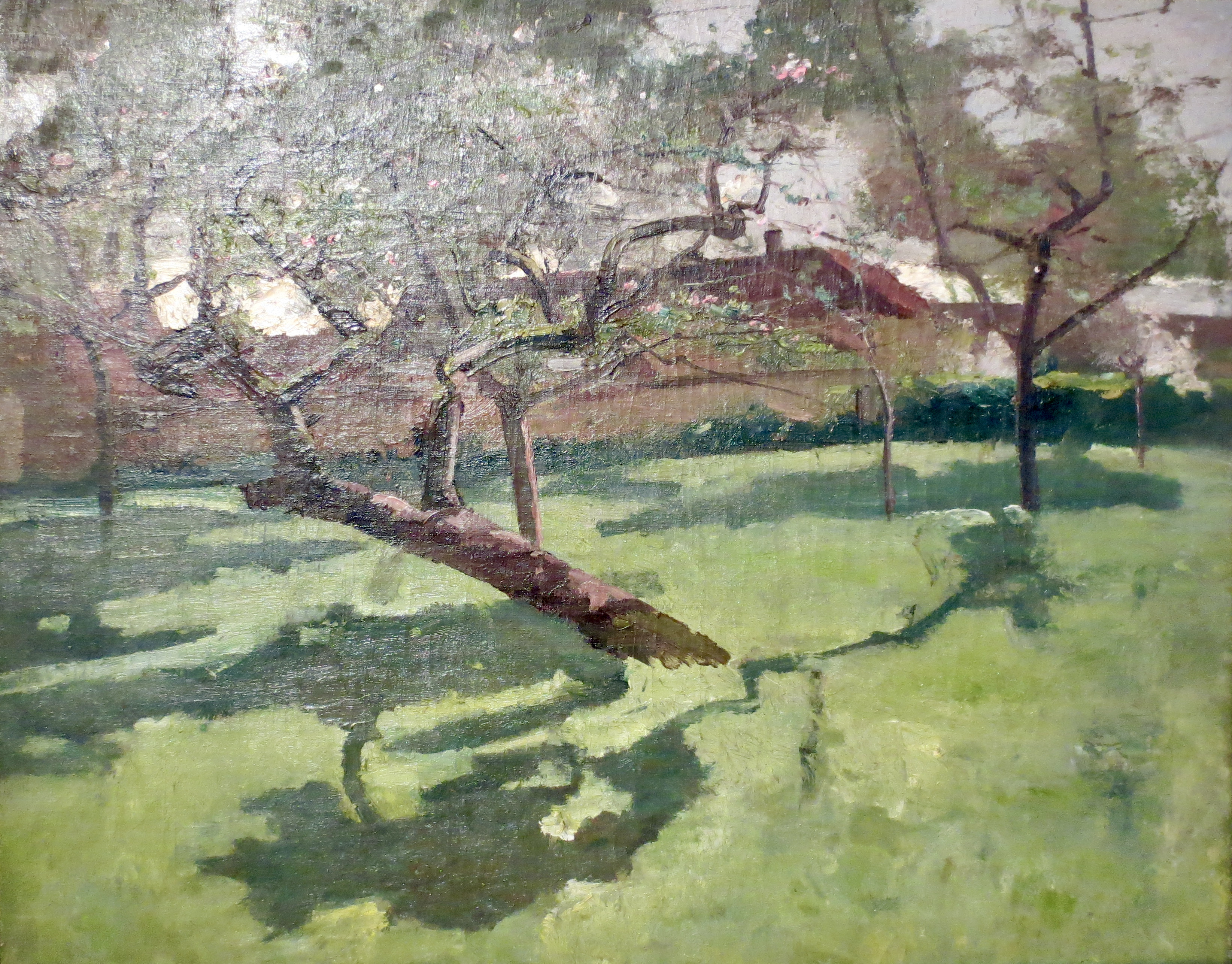
Verger, huile sur toile.

- Le Touquet-Paris-Plage, musée municipal : Verger, huile sur toile, non datée. Œuvre offerte, en 1981, par Marcelle Macqueron-Thompson (1902-1986), fille de l'artiste[7].